# Lure (Blasinstrument)

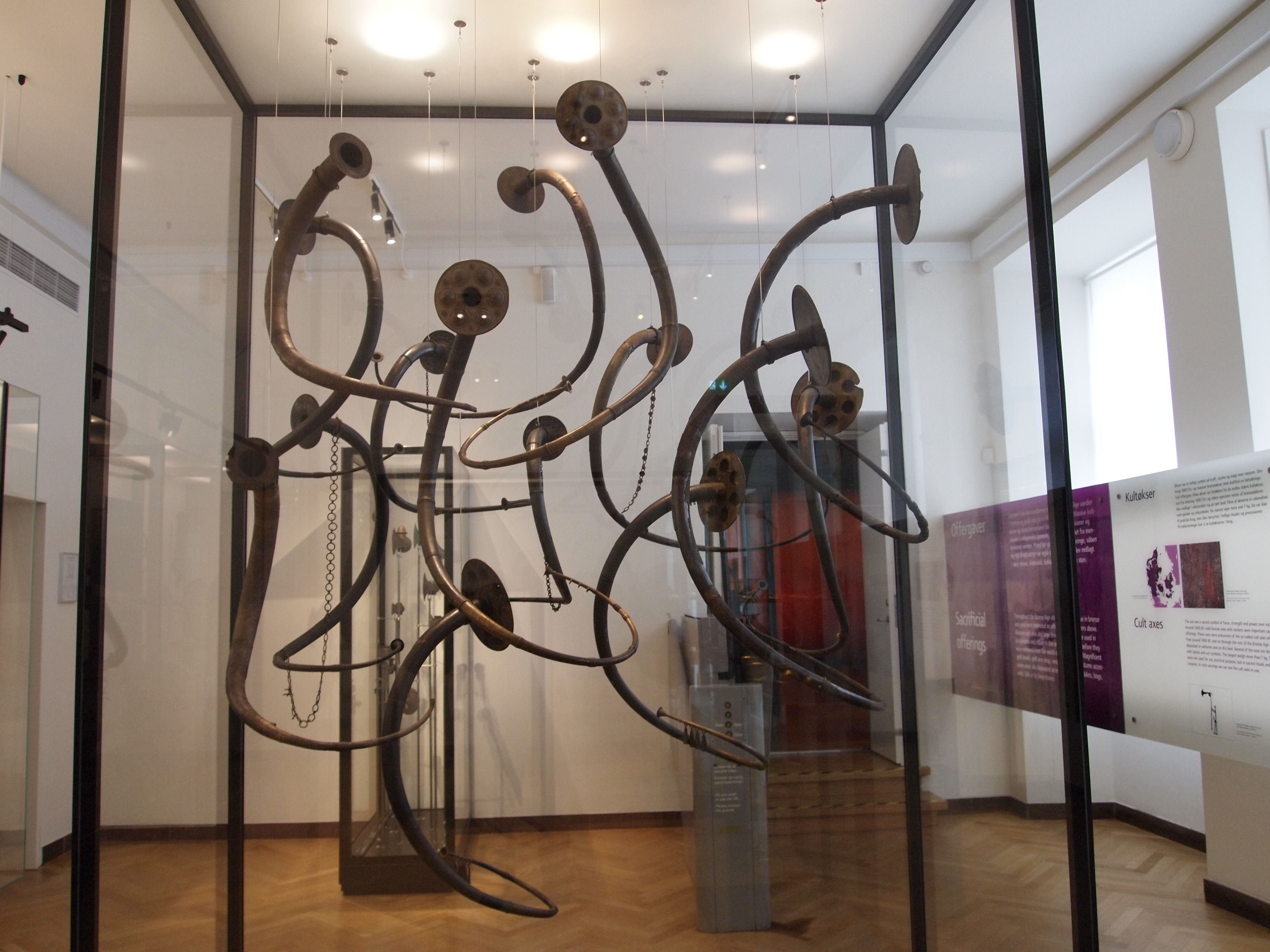
Luren im dänischen Nationalmuseum

Die Lure (nach altnordisch luðr) ist eine frühgeschichtliche Naturtrompete im nördlichen Europa. 

## Bronzeluren

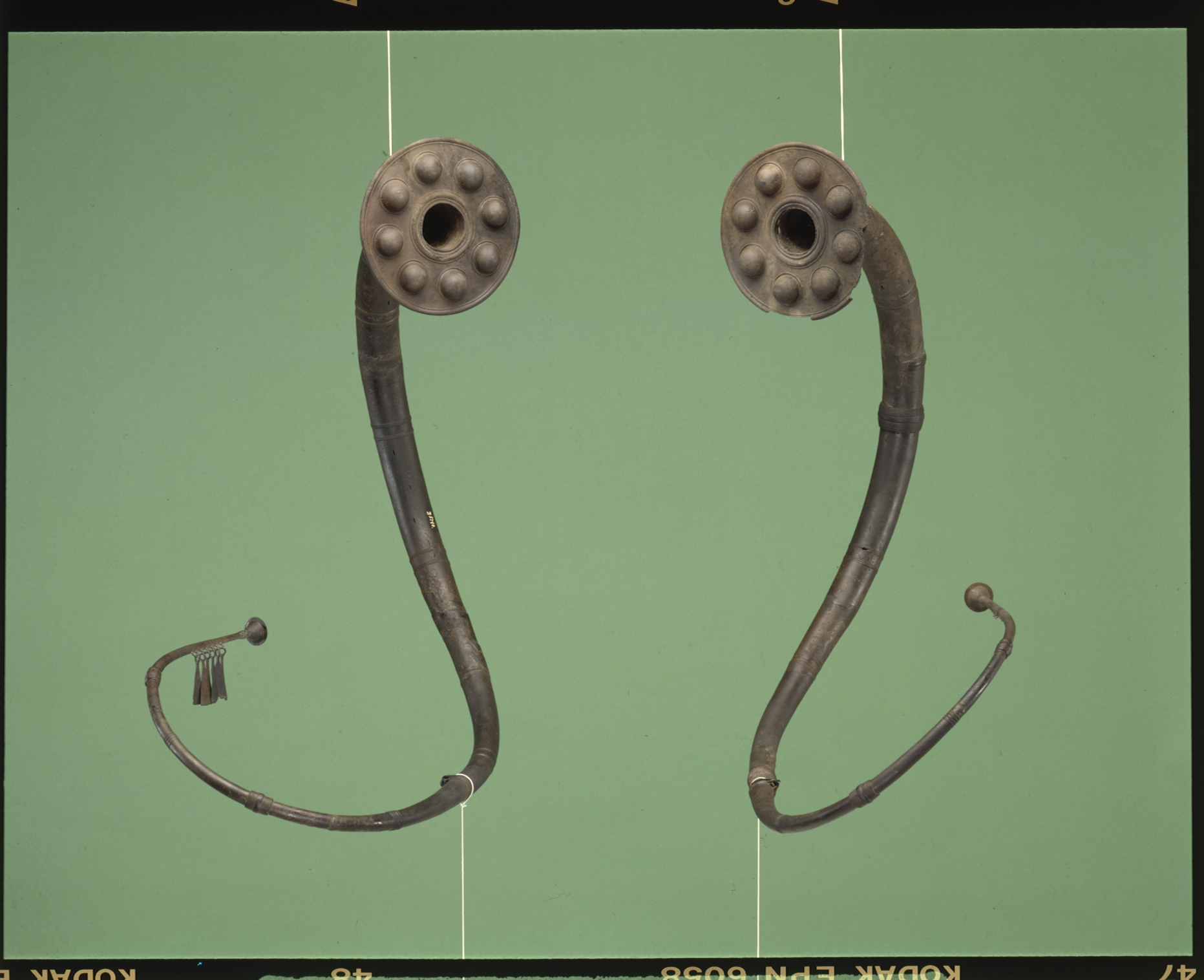
Luren von Radbjerg, Insel Fünen

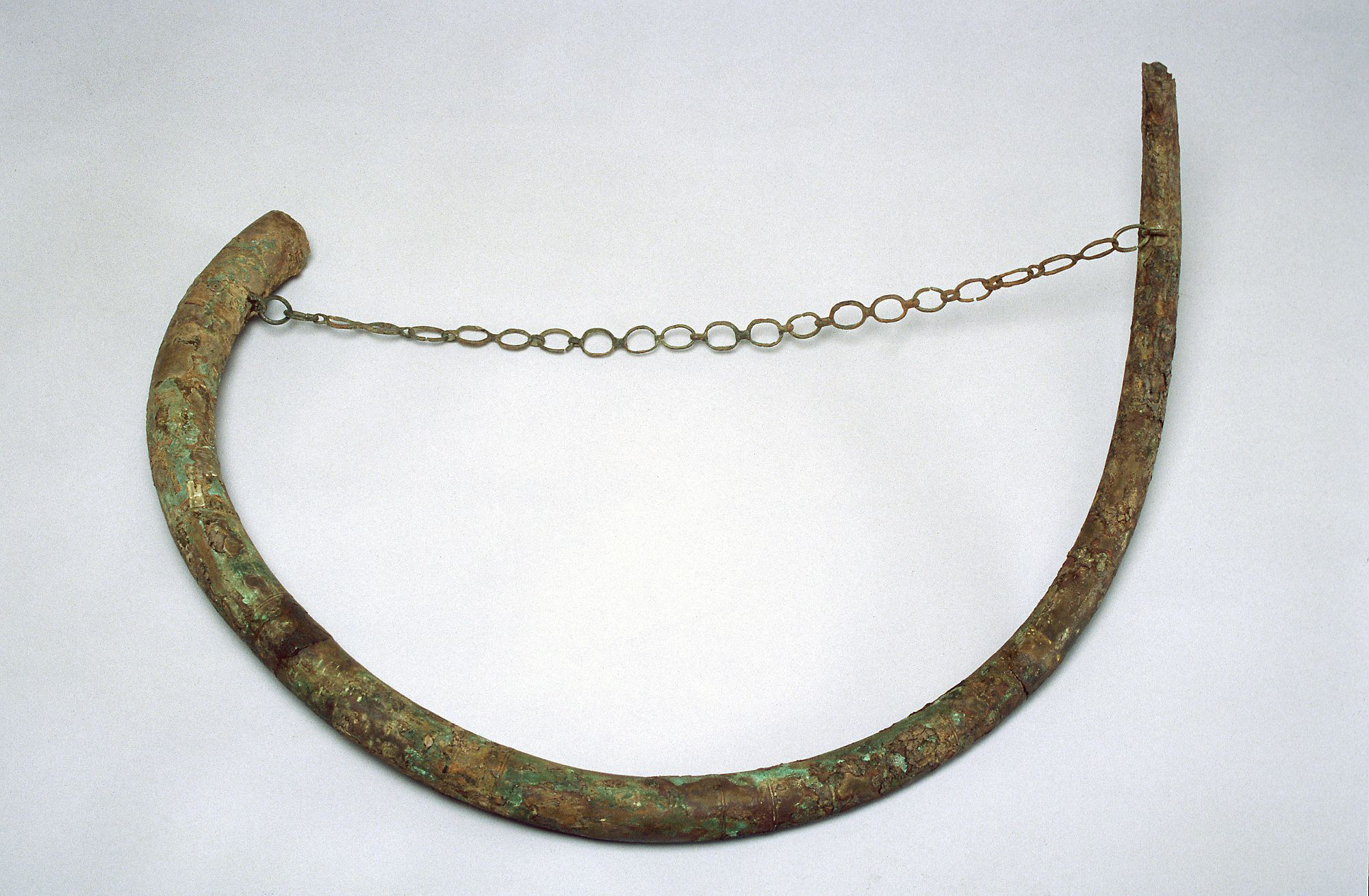
Lure, auch Gjallarhorn

Meist wurden Luren aus Bronze hergestellt. Sie wurden auch als Kriegstrompeten bezeichnet. Luren bestehen aus einem Mundstück und mehreren zusammengesetzten gegossenen Stücken bzw. Rohren. Sie sind zwischen einem und zwei Meter lang und S-förmig geschwungen. Die Schallöffnung besteht oft aus einer reich verzierten Scheibe. Funde aus
- Dänemark (39) (z. B. Boeslunde, Brudevælte, Folvisdam, Lommelev, Maalbæk, Radbjerg, Rørlykke, Tellerup und Ulvkær),
- Südschweden (13) (z. B. Borgeby, Gullåkra und Påarp),
- Norddeutschland (5) (z. B. Luren von Daberkow, Garlstedter Lure; Hofzumfelde und Lübzin),
- Norwegen (4) (z. B. Revheim und Rossum)
- Lettland (1) (Gulbene; dt. Schwaneburg)

werden auf das 13. bis 7. Jahrhundert v. Chr., in die jüngere Bronzezeit datiert. Aus dem Verbreitungsgebiet sind bisher 62 Luren bekannt. Zumeist wurden sie paarweise und harmonisch aufeinander abgestimmt gefunden. Daher geht man davon aus, dass sie gemeinsam gespielt wurden. Die Felsenritzungen von Tanum und eine Ritzung im Grab von Kivik (Schweden) zeigen das Instrument. 
Die vorliegenden Luren stammen vermutlich meist aus Depotfunden. Nur die Garlstedter Lure aus Niedersachsen wird als Grabbeigabe gedeutet. Das Exemplar aus Garlstedt ist zugleich die südlichste je gefundene Lure. Es ist anzunehmen, dass Luren zu ihrer Zeit von großer Bedeutung waren. Darauf weisen nicht nur die Horte mit vermutlich kultischem Hintergrund hin. Es wird auch durch die häufige Darstellung von Lurenbläsern auf bronzezeitlichen Felsbildern unterstrichen. Hier ist auffällig, dass die Lurenbläser meist als Paare auftreten. Der Moorfund von Brudevælte bei Lynge auf Seeland besteht aus sechs Luren, die so gut erhalten waren, dass sie noch spielbar waren. Die ältesten kürzeren Luren könnten Nachbildungen eines Rinderhorns sein. Eine solche Lure wurde 1898 im Påarp mosse bei Västra Karup in Schonen gefunden. Zum Tragen der Luren dienten Ketten aus Bronzeringen, wie sie im Gullåkra mosse bei Uppåkra gefunden wurde. 
Die Herstellung von Luren verlangte ein hohes Maß an handwerklichem Geschick. Vermutlich wurde die Kunst des Lurengusses über einen sehr langen Zeitraum entwickelt und verfeinert. Luren zählen zu den aufwendigsten Bronzeobjekten, die bisher bekannt sind. Ihre Form orientierte sich wohl an ihrer Handhabung.

## Hornluren
Hornluren werden aus mehreren ineinander gesteckten Rindshörnern hergestellt.